# Бродрик, Джастин
Джастин Карл Майкл Бродрик (англ. Justin Karl Michael Broadrick; род. 15 августа 1969, Бирмингем) — британский музыкант, автор песен и исполнитель. Один из основателей и фронтмен индастриал-метал группы Godflesh и пост-метал группы Jesu. Godflesh — одна из первых групп, которая стала сочетать в своей музыке элементы экстремального метала и индустриальной музыки, и оказавшей сильное влияние на метал-сцену в конце 80-х — 90-х годах. Джастин Бродрик в середине 80-х некоторое время был участником английской грайндкор группы Napalm Death, в частности, в качестве гитариста, он принимал участие в записи дебютного альбома Scum. Помимо своей деятельности в Godflesh и Jesu, Бродрик участвует во множестве собственных сайд-проектов и музыкальных проектах других музыкантов, таких как Final, Techno Animal, JK Flesh, Greymachine, The Blood of Heroes и др. Бродрик также занимается музыкальной деятельностью в качестве продюсера, в 1999 году он основал собственный лейбл Avalanche Recordings.

## Биография

### Детство и первые записи
Бродрик родился 15 августа 1969 года в Бирмингеме. В течение первых лет своей жизни, Бродрик воспитывался матерью и отчимом, они жили в коммуне хиппи в Shard End, один из районов Бирмингема. Его отец был героинозависимым наркоманом и не жил в семье. С самого детства Джастин был окружен музыкой, которую слушали его родители. «Были Led Zeppelin и Black Sabbath, но всегда были те вещи, которые не были столь стандартным, которые полностью захватывали меня. Я всегда слушал такие вещи, как Metal Machine Music Лу Рида, в то время мне было примерно восемь лет! Мне нравились Can, кое что из Pink Floyd, Хендрикса», — говорил Джастин. Ещё в детстве Джастин стал играть на гитаре своего отчима. «В возрасте 12 лет я стал играть ранюю индастриал музыку, мне нравились Throbbing Gristle, Whitehouse».
В 1982 году он основал свою первую группу Final со своим другом Энди Сваном, у которого был синтезатор. Сперва группа носила название «Atrocity Exhibition», названная так в честь одной из песен группы Joy Division. Их первая записана и издана на лейбле Post Mortem Rekordings. Вскоре они сменили название на Smear Campaign, в честь одноименного трека Nocturnal Emissions . Под этим названием они дали свой первый концерт 7 июля 1984 года в Бирмингеме. После концерта они вновь сменили название группы окончательно остановивший на Final. Final записывали музыку стиле пауэр-электроникс и издавали свой материал на лейбле Post Mortem Rekordings.

### Fall of Because и Napalm Death (1984—1986)
В 1984 году Джастин присоединился к группе Fall of Because в качестве барабанщика и дополнительного вокалиста. Группа Fall of Because была основанная Беном Грином и Полом Невиллом в 1982 году. В 1986 группа сделали демозапись «Extirpate», которая содержала много песен, позже некоторые из них были переделаны Джастином для Godflesh, в частности «Life is Easy»', «Mighty Trust Krusher» и «Merciless». В 1988 году группа распалась. В 1999 году выпущен компиляционный альбом группы под названием «The Life is Easy», альбом содержал ранние демозаписи и живые выступления группы.
В 1985 году Бродрик встретил Николаса Буллена. Джастин дал ему послушать записи Final, и они записали некоторый материал вместе. «Тогда я сыграл с ним некоторые вещи на гитаре, которые он потом показал другому парню из Napalm Death. В целом они были впечатлены тем, как я играю на гитаре, и таким образом, я присоединился к Napalm Death», — говорил Бродрик. Скоро к Napalm Death присоединился Мик Харрис, и группа перешла от жанра металл к грайндкору. «Ник и я ушли из Napalm Death после того, как мы записали первую сторону альбома „Scum“. Я очень, очень быстро решил, что мне достаточно Napalm Death», — говорил он. Скоро, после ухода Буллена и Бродерика, к Napalm Death присоединились Ли Дорриэн и Джим Уайтли. Джастин отдал записанный материал для альбома «Scum» в Earache Records, основанному Дигби Пирсоном. Пирсон затем связался с Napalm Death и они записали вторую часть альбома.

### Head of David и создание Godflesh (1987—1990)
Вскоре после ухода из Napalm Death, Джастин присоединился к индастриал-метал группе Head of David. Группа раньше уже играла вместе с Napalm Death на живых выступлениях. Их ударник уехал, и Бродрик был приглашен в качестве барабанщика. «Я был в Head of David буквально шесть недель, и мы сделали запись для Джона Пила с BBC Radio 1. Это был один из главных моментов в моей жизни», — говорил Джастин. Он писал достаточно брутальные композиции для группы, но из-за творческих разногласий его выгнали из группы в 1988 году. «Когда я впервые познакомился в начале 89-го с движением эйсид-хаус, я был мгновенно заворожен им. Впервые я услышал раннего Aphex Twin, когда вышел его альбом „Digeridoo“, я понял, что это было то направление в котором я хотел двигаться», — говорил Бродрик.
В 1988 году вместе со своим другом Беном Грином, он основал Godflesh. Они начали с работу над песнями, которые уже ранее были записаны в Fall of Because. Джастин в то время находился под сильным влиянием хип-хоп сцены. Такие хип-хоп исполнители, как Public Enemy, Beastie Boys, Run-D.M.C., оказали большое влияние на формирование его собственного музыкального стиля. Godflesh выпустили дебютный одноименный мини-альбом на лейбле Swordfish Record в 1988 году. Вскоре они перешли на Earache Records, на котором в 1989 году вышел их первый альбом «Streetcleaner». Джастин встретил Кевина Мартина из группы GOD. У Кевина был клуб в Брикстоне, и он помог группе с первым выступлением в Лондоне. В своём первом туре музыка группы принималась публикой неоднозначно. Группе порой приходилось терпеть неоднократные издевательства и насмешки со стороны публики. Другая ситуация была в США, где индастрал-музыка всегда принималась гораздо лучше, и имела больший успех чем в Европе. В конце 1991 года, Godflesh записали экспериментальный мини-альбом «Slavestate». «По сей день больше всего моих записей продается в Америке. Из всей музыки, что я записываю, всё идёт в основном в Америку», — говорит Джастин. Бродрик также играл на гитаре в группе Sweet Tooth вместе со Скоттом Килем из GOD и Дэйвом Кокрейн из Head of David. В 1990 году они выпустили альбом «Soft White Underbelly» на Earache Records.

### Сайд-проекты (1991—1993)
Бродрик и Кевин Мартин основали совместный проект Techno Animal, в рамках которого в 1991 году записали свой дебютный альбом Ghosts, он был выпущен на собственном лейбле Кевина Мартина Pathological Records. В 1992 году Godflesh выпустили свой второй студийный альбом «Pure». Джастин и Кевин создали новый проект под названием Ice в 1993 году, в котором они экспериментировали с индастриалом и даб музыкой, а также хип-хопом. Бродрик также возродил свой проект Final, в котором экспериментировал с эмбиент-музыкой. В этот период Бродрик так же сотрудничал и записывался вместе с группами Pram, Terminal Power Company, Lull и Cable Regime.

### Сотрудничество с Кевином Мартином и электронная музыка (1994—1999)
В 1994 году Godflesh выпустили свой альбом «Selfless». Альбом вышел на лейбле Columbia Records разошёлся тиражом более 180 тысяч экземпляров. Джастин в начале 90-х присоединился к группе Кевина Мартина GOD. Он участвовал в записи двух альбомов группы в качестве гитариста. Позже Джастин и Кевин, в рамках их проекта Techno Animal, выпустили второй альбом «Re-Entry», он выпущен в двух-дисковом издании на Virgin Records в 1995 году. Бродрик находился под большим влиянием хип-хопа и даб музыки, когда Godflesh записали четвёртый альбом «Songs of Love and Hate». В качестве барабанщика для записи был приглашен Брайан Мантиа. Джастин также записал второй альбома Final, который был выпущен на Rawkus Records. В 1997 году Godflesh выпустили ремикс-альбом «Songs of Love and Hate in Dub». С 1997 по 1999 годы Кевин и Джастин выпустил два сборника Techno Animal: Versus Reality и Radio Hades, а также сплит альбом с Porter Ricks. Они также основали новый проект под названием Curse of the Golden Vampire с Алеком Эмпайром (Alec Empire). В течение этого времени Джастин также записал несколько треков как JK Flesh, они были выпущены только в 2009 году на сборнике From Hell. В этот период получал предложения присоединиться от таких групп как Faith No More и Danzig, но отказался. Бродрик под многочисленными псевдонимами, такими как Cylon, Tech Level 2 and Youpho, записывал музыку в стиле драм-н-бейс. Он также записывался с Кевином Мартином под псевдонимами White Viper и Eraser. В 1999 году Godflesh выпустили новый альбом «Us and Them», музыкальный стиль нового альбома находился под сильным влияние брейкбита, драм-н-бейса и хип-хопа.

### Распад Godflesh и Techno Animal (2000—2003)
В 2000 году Бродрик, Грин и барабанщик Тед Парсонс начали работу над альбомом Godflesh под названием «Hymns». «Я уже знал, что Godflesh умирал. Хотя я наслаждался итоговой работой в альбоме, я всё ещё чувствовал себя немного ограниченным. Я стал делать много вещей во время записи этого альбома, я действительно пытался разорвать те ограничения, которые мы сами создали в рамках Godflesh». После того, как альбом был выпущен, Бен Грин покинул группу из-за нежелания ехать в тур. Godflesh в европейском турне должны были выступать вместе с Fear Factory, и Броудерик пригласил Пола Рэйвена (Paul Raven), чтобы заменить заменить Бена. Через неделю в туре Бродрик сказал:«Рэйвен фантастический басист, но он просто не был Бенни, с которым я играл в течение 13 лет и который был целой частью того, что называлось Godflesh». После окончания европейского тура, группа должна была провести североамериканский тур. Во время него, Бродрик расстался со своей подругой, с которой он прожил тринадцать лет. У Джастина случился нервный срыв, он уехал обратно в Бирмингем и спрятался в доме друга. Промоутеры тура обязали музыканта возместить потерянные ими деньги из-за нестостоявшегося тура. Бродрик бы вынужден продать дом и другие ценные активы, чтобы возместить ущерб организаторам. «Я получал смертельные угрозы от автобусной компании из Лос-Анджелеса. Я потерял около $35.000, которых у меня не было в принципе. Я был разбит, и мне пришлось продать мой дом, чтобы расплатиться по долгам. Четыре месяца я ничего не делал, кроме того что глушил алкоголь», — говорил позже Бродрик. Так же закончилась история проекта Techno Animal, Кевин Мартин стал работать со своими собственными музыкальными проектами.

### Jesu и Final (2004—2009)
В августе 2004 года группа Jesu, новая группа Джастина Бродрика, выпустила свой первый мини-альбом «Heart Ache». В декабре этого же года вышел первый одноименный альбом группы. В записи приняли участие Тед Парсонс, сыгравший на барабанах, Дермод Далтон на басу и Пол Невилл. Сильный уклон в пост-метал и дроун сформировал музыкальный стиль Jesu, который сильно отличался от того, что делал Джастин в Godflesh. Музыка Jesu звучала менее жестко и более мелодично, чем его предыдущие работы. В ноябре 2005 года Бродрик впервые за последние 20 лет выступил вживую в рамках своего проекта Final . В 2006 году вышел двухдисковый альбом Final под названием «3». В апреле 2006 года на лейбле Hydra Head Records вышел новый мини-альбом Jesu «Silver». Второй полноформатный альбом «Conqueror» был выпущен в феврале 2007 года. Jesu гастролировал с Sunn O))) и Isis, Бродрик играл в обеих группах в качестве гостя. 30 апреля 2007 Jesu выпустили мини-альбом под названием «Sun Down/Sun Rise». Джастин основал свой собственный лейбл Avalanche Recordings, на котором он стал выпускать новый материал для своих проектов Final и Jesu. В частности на лейбле вышел компиляционный альбом ранее неиздававшихся треков Jesu под названием «Pale Sketches». В 2008 году Бродрик сотрудничал с бывшей вокалисткой группы Swans Джарбо, они записали совместный диск под названием «J2». В мае 2008 года Джастин выпустил новый мини-альбом Final под названием «Fade Away», а в октябре вышел альбом «Afar». В 2009 году Бродрик выпустил альбом «Disconnected» со своей новой группой Greymachine.

### Воссоединение Godflesh и новые проекты (2010 — н.в.)
В ноябре 2009 года Бродрик объявил, что Godflesh снова соберутся, чтобы дать несколько концертов летом 2010 года. В феврале 2010 года в интервью журналу «Terrorizer» Бродрик ответил на вопрос о будущем Godflesh: «В настоящее время Godflesh только выступят на Hellfest. Я не уверен, в каком направлении мы будем двигаться дальше, если вообще будем». Также он сказал о малой вероятности того, что группа снова будет записывать новый материал..
В марте 2010 года, Бродрик заявил, что почувствовал, что в музыке Jesu стала больше преобладать электронная составляющая, а гитарный звук стал уходить на второй план. Он создал проект Pale Sketcher для развития направления электронной музыки, чтобы не мешать развитию музыки Jesu, изначально задуманном как проект с гитарным звучанием.
30 апреля 2012 года Броудерик выпустил альбом «Posthuman» под именем JK Flesh. В апреле 2012 года Джастин Бродрик, Мэтью Бауэр и Саманта Дэвис в рамках совместного проекта Valley of Fear выпустили одноименный альбом, где они экспериментировали с блэк-металом и нойз-роком. Альбом вышел на лейбле Legion Blotan Records. 11 декабря на лейбле Hydra Head Records вышел сплит-альбом JK Flesh и Prurient. 17 июня 2013 года, Джастин выпустил сингл «Warm Sunday/Mogadon» в рамках Pale Sketcher. 23 октября Godflesh выступили на Supresonic Festival 2010 в Бирмингеме.
В декабре 2010 года Бродрик рассказал журналу Decibel, что группа медленно собирает идеи для нового студийного альбома. Он сказал:
«Это то, что мы обсуждаем постоянно, у меня есть обрывки и кусочки для нового материала. Но мы хотим что-то по-настоящему изобрести. Можно было бы легко „выбить“ из себя до 10 песен, характерных для нас, и выпустить их как можно скорее, чтобы нажиться на популярности группы, но это было бы совершенно неправильно. Если новый альбом займет ещё два года, то пусть так и будет. Важнее всего сделать запись, которая может сравниться с тем, что мы делали раньше»
В 2013 году Godflesh выступили на фестивале Roadburn Festival, где они также выступали в 2011 году.
В октябре 2013 года вышел новый сингл Godflesh под названием «F.O.D. (Fuck of Death)», являющийся кавер-версией песни группы Slaughter. Это был первый релиз группы за последние 12 лет, с моменты выхода их последнего альбома «Hymns» в 2001 году. Так же группой было объявлено о планах выпуска нового мини-альбома «Decline & Fall», релиз которого состоялся 2 июня 2014 года. 7 октября 2014 года вышел новый альбом Godflesh под названием «A World Lit Only by Fire», альбом стал первым крупным релизом группы за 13 лет, после выхода альбома Hymns в 2001 году. Оба альбома, «A World Lit Only by Fire» и «Decline & Fall», вышли на собственном лейбле Джастина Бродрика — Avalanche Records.

## Личная жизнь
Джастин Бродрик живёт в городе Абергеле, в Северном Уэлсе, вместе с женой и сыном Бенджамином